# 美麗佳人
是本每月出版的女性杂志，最初於法国發行，隨後亦在各國以當地語言發行各國版本。每個國家的版本都鎖定特定客群，唯美國版針對世界各國的女性，與其他國際議題。雜誌議題涵蓋健康、美學與時尚。

## 外部連結
- （法文）法國美麗佳人官方網站 （页面存档备份，存于）
- （美式英语）美國美麗佳人官方網站 （页面存档备份，存于）
- （英式英语）英國 美麗佳人官方網站 （页面存档备份，存于）
- （繁體中文）臺灣 美麗佳人官方網站 （页面存档备份，存于）、美麗佳人的Facebook專頁、美麗佳人的Instagram帳戶、YouTube上的美麗佳人頻道
- （简体中文）中國嘉人官方網站 （页面存档备份，存于）
- （繁體中文）香港瑪利嘉兒官方網站 （页面存档备份，存于）